# Insectenvlucht

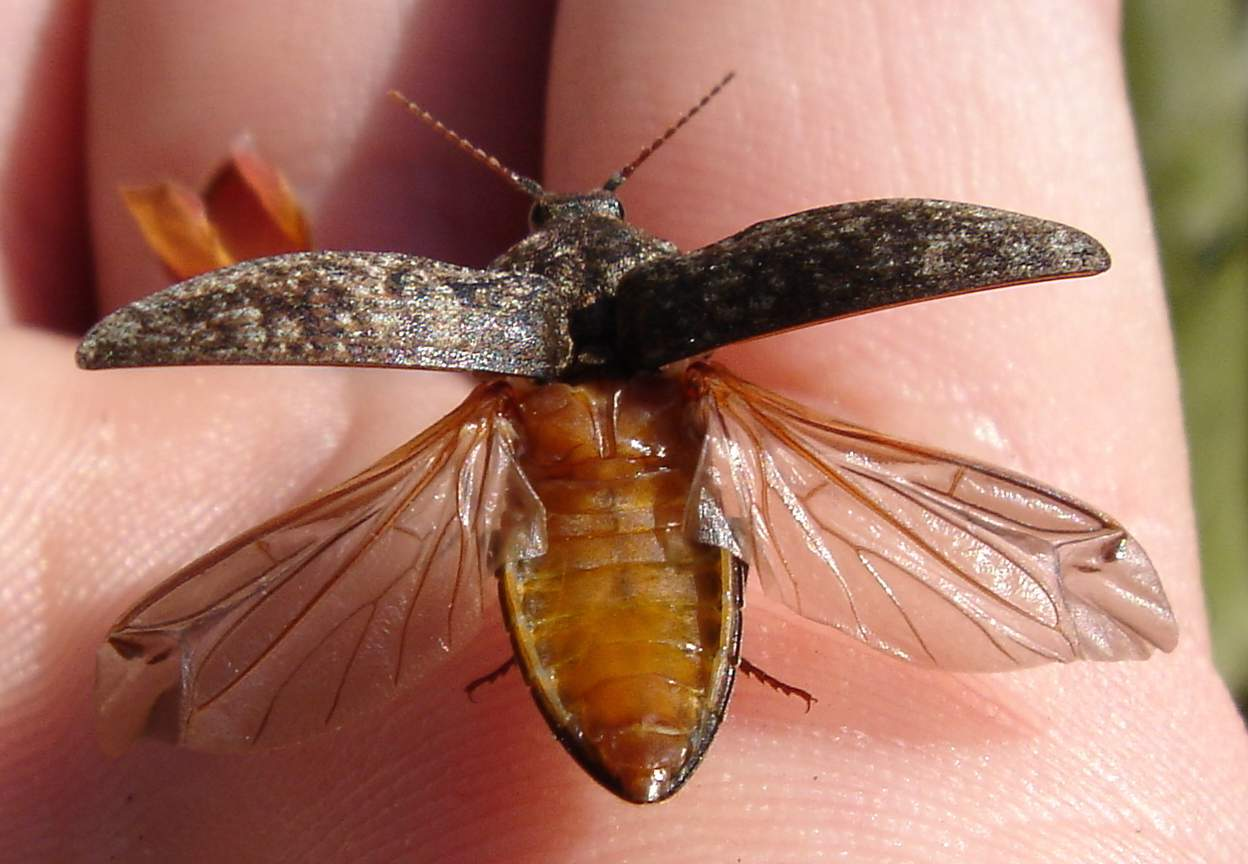
Een muisgrijze kniptor met gespreide vleugels en dekschilden. Kniptorren kunnen niet vliegen vanaf de grond, daarvoor klimmen ze eerst naar een hoger punt

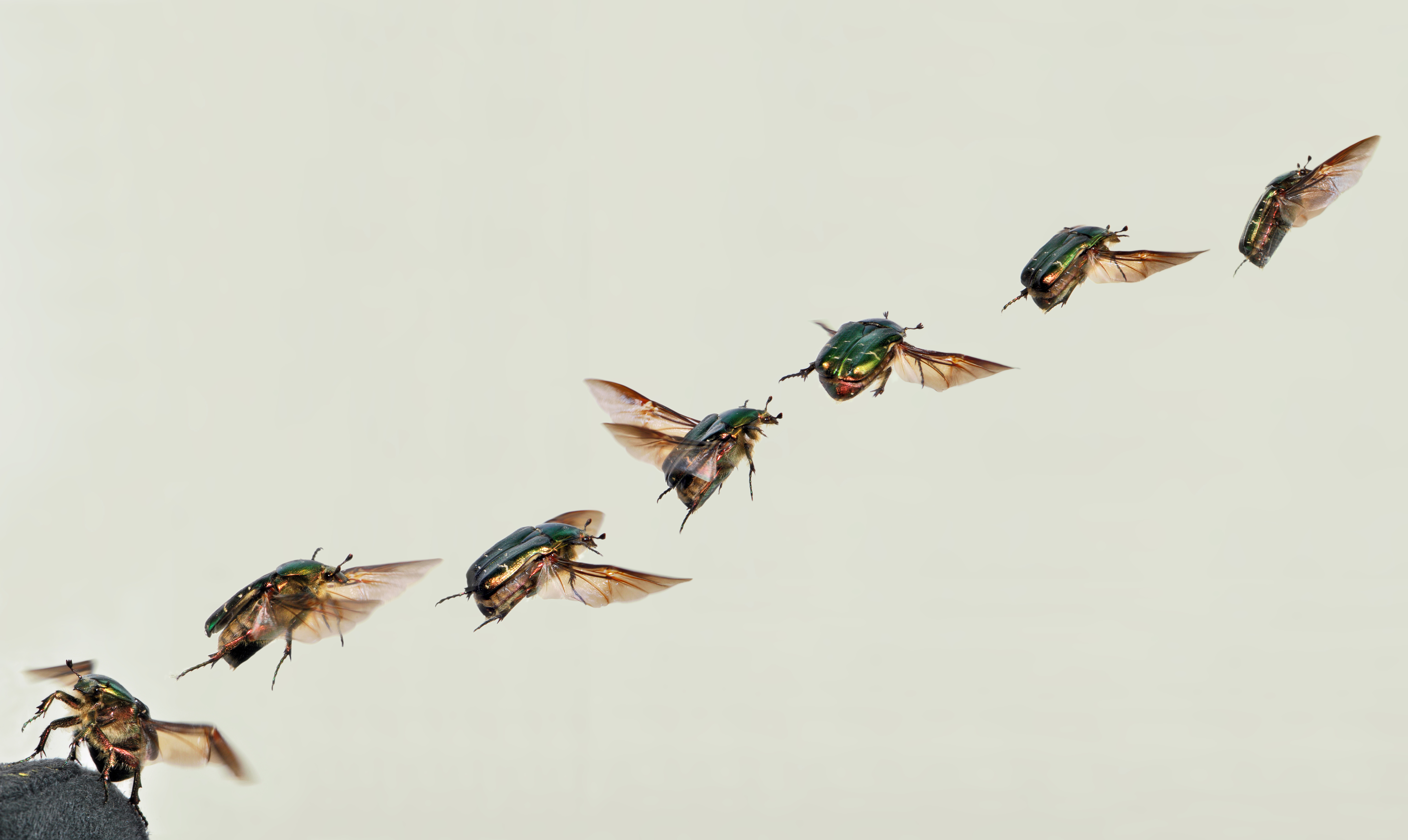
Een gouden tor vliegt op

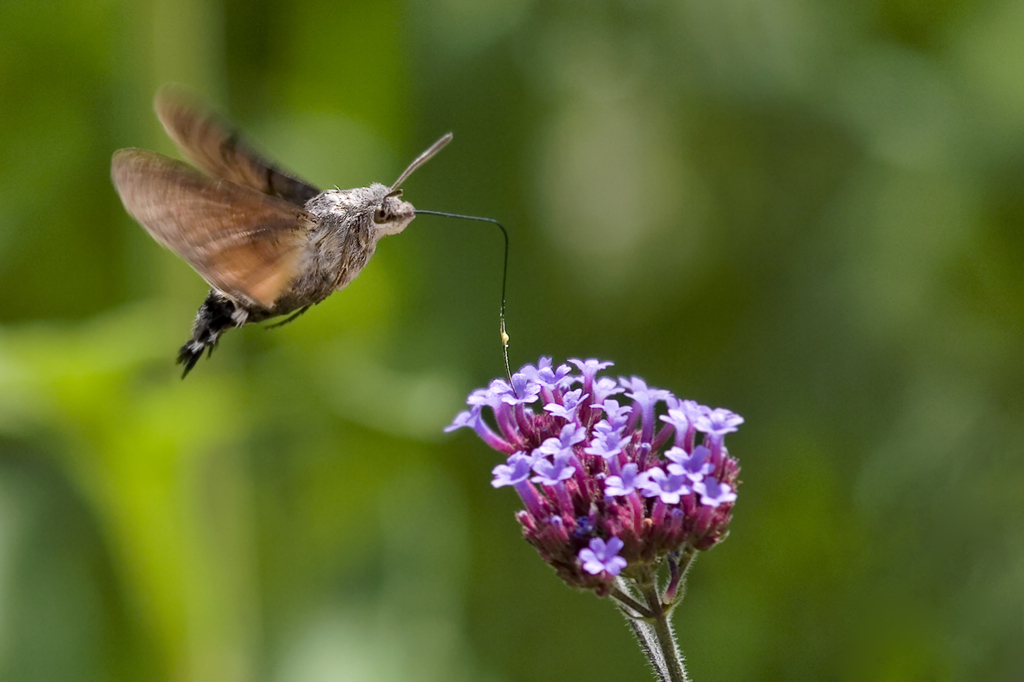
Een kolibrievlinder

Insectenvlucht is de vliegende vorm van voortbeweging door insecten. Insecten zijn de eerste dieren die konden vliegen. 

## Evolutie
Het aantal fossiele insecten is zeer beperkt voor het Paleozoïcum en geen ervan is geconserveerd in barnsteen. Het oudste fossiel van een vliegend insect is waarschijnlijk de 325 miljoen jaar oude Delitzschala bitterfeldensis. De 400 miljoen jaar oude Rhyniognatha hirsti is wel als het oudste vliegende insect gekenmerkt, maar was mogelijk een duizendpotige. Waarschijnlijk vormde insectenvlucht zich echter al bij Pterygota of gevleugelde insecten in het Laat-Devoon of Carboon uit vleugelloze Apterygota. Delitzschala behoorde tot Palaeodictyoptera, een orde van meer dan 30 families die tegen het einde van het Laat-Perm uitstierven. Door het hoge zuurstofniveau, tot 35%, en het ontbreken van vliegende gewervelden werd gigantisme mogelijk, zoals bij Palaeodictyoptera, Megasecoptera en Meganisoptera, waar Meganeura monyi een spanwijdte van zo'n 70 centimeter had.

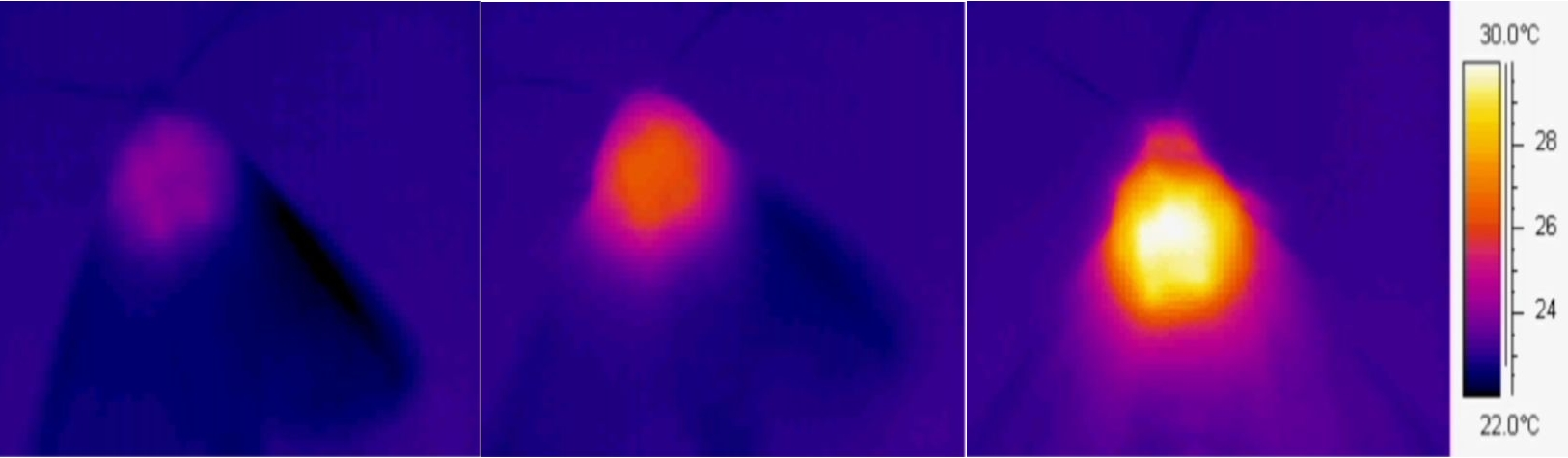
Een mot warmt zich op om te kunnen vliegen

Sinds de negentiende eeuw was de discussie of vleugels zich als volledig nieuwe structuren hadden gevormd, of uit bestaande structuren. Dit laatste kreeg de meeste aanhang, waarbij het opnieuw de vraag was welke structuur dit was geweest. De tracheeën zoals bij de nimfen van haften werden als optie gezien, maar op basis van de anatomie van Palaeodictyoptera kreeg de theorie aanhang dat vleugels zich vormden uit een combinatie van paranota – de rugzijde van het borststuk – en de lichaamswand. Voor het ontstaansmechanisme erachter werden twee opties gezien: de theorie van vliegende eekhoorns en die van vliegende vissen, dus op land of op zee. Met de ontdekking van de 407 miljoen jaar oude springstaart Rhyniella praecursor kreeg de eerste theorie de meeste aanhang. De paranota zouden aanvankelijk ontstaan zijn als oppervlakte om zonnewarmte op te vangen en zo eerder actief te kunnen worden. Vanuit deze structuren ontwikkelde zich een vorm waarmee ze eerst konden zweven en daarna vliegen.

## Directe en indirecte vlucht

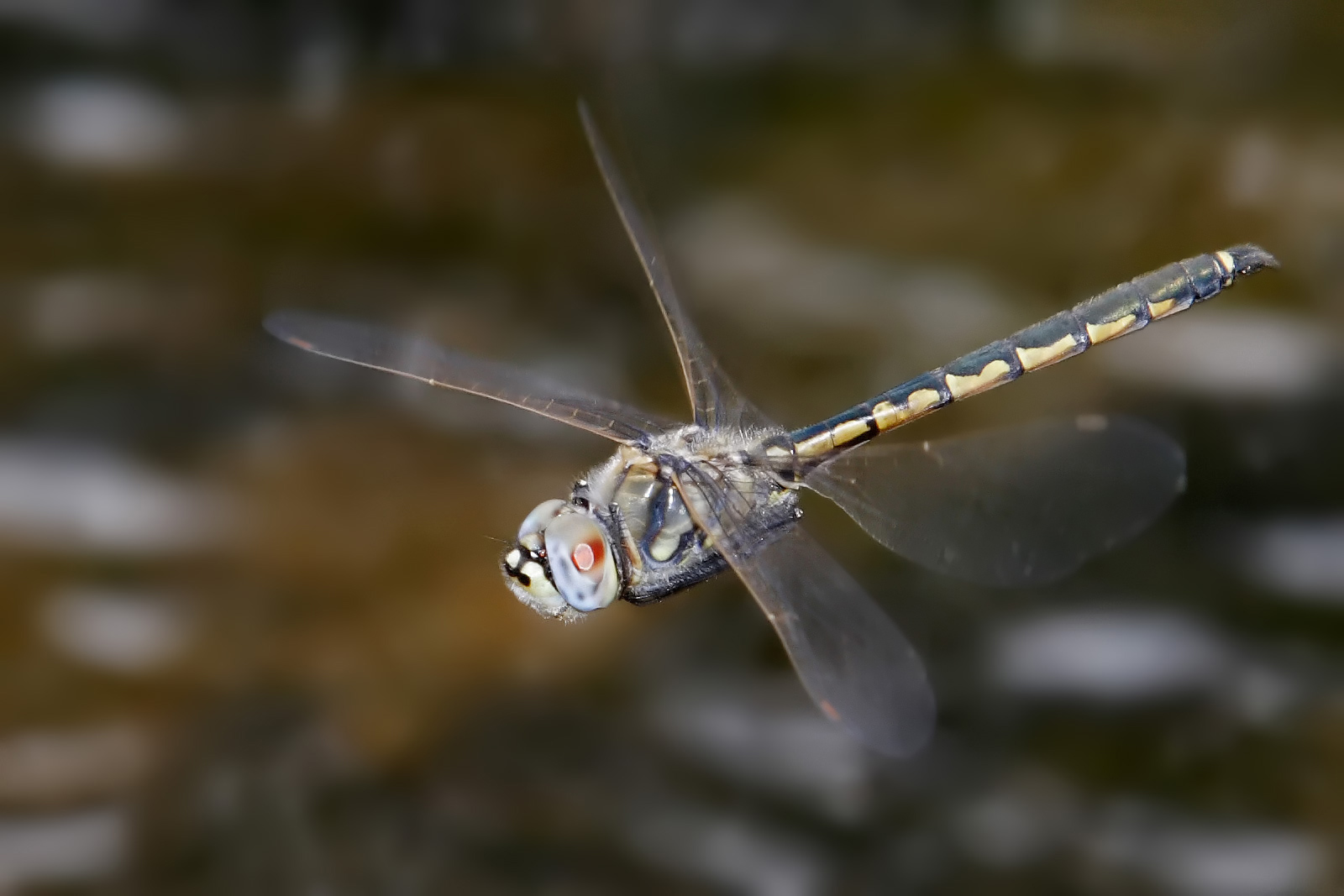
Libellen als Hemicordulia tau maken gebruik van directe vlucht

Bij de haften en libellen zijn de vliegspieren direct verbonden met de vleugels, dit is directe vlucht. Directe vlucht is eerder geëvolueerd en hierbij kunnen de vleugels onafhankelijk van elkaar bewegen, met een hoge wendbaarheid tot gevolg. Deze soorten kunnen hun vleugels niet vouwen.
Bij de meeste vliegende insecten zitten deze spieren echter aan het borststuk, dit is indirecte vlucht. De meeste van deze Neoptera kunnen hun vleugels vouwen. Bij indirecte vlucht wordt de elasticiteit van het borststuk gebruikt voor de helft van de slag, wat het efficiënter maakt. Een hoge slagfrequentie wordt mogelijk gemaakt door asynchrone spieren, spieren die meerdere spiercontracties maken bij een enkel actiepotentiaal.
Bij indirecte vlucht worden zowel synchrone als asynchrone spieren aangetroffen, bij directe vlucht alleen synchrone. Tweevleugeligen, vliesvleugeligen en kevers hebben zowel directe als indirecte vlucht, respectievelijk synchroon en asynchroon.

## Aerodynamica
Insectenvleugels zijn in tegenstelling tot een vliegtuigvleugel vlak. Bij het slaan met de vleugels om liftkracht op te wekken, zijn er een aantal tijdsfluctuerende (unsteady) effecten die deze liftkracht kunnen versterken of verzwakken.

### Wagner-effect
Het naar Herbert A. Wagner genoemde Wagner-effect treedt op bij vleugels onder een invalshoek die nog niet de tijdsgemiddelde (steady) fase hebben bereikt. In de steady-fase is er bij de scherpe rand van de uittredende zijde sprake van de Kutta-voorwaarde, waarbij de lucht niet langs de rand stroomt, maar er aan de boven- en onderzijde vortices of wervels zijn die elkaar ontmoeten bij de rand. De snelheid bij dit stuwpunt is nul. Door de viskeuze werking duurt het echter even voordat deze wervels volledig zijn gevormd. Dat geldt ook voor de startwervel die ontstaat door loslating achter de vleugel. Deze zet een circulatie tegengesteld aan die van de startwervel in gang en deze circulatie genereert volgens de werveltheorie de liftkracht. Aan het begin van de wervelvorming (vortex shedding) ligt de startwervel echter nog te dicht bij de vleugel en belemmert daarbij de circulatie. Dit Wagner-effect vermindert de liftkracht, maar dit effect lijkt klein bij de reynoldsgetallen die van toepassing zijn op insecten.

### Klap-zwaaibeweging
De klap-zwaaibeweging die door Torkel Weis-Fogh werd voorgesteld, versterkt de liftkracht. Hierbij klappen de vleugels tegen elkaar bij de opgaande slag, beginnend met de intredende zijde of voorrand (costa) en daarna de uittredende zijde of achterrand doordat de vleugels over de intredende zijde draaien. Dit veroorzaakt stopwervels en de weggedrukte lucht genereert extra liftkracht.
Daarna zwaaien de vleugels over de uittredende zijde weer open, zodat de intredende zijde als eerste loslaat. De instromende lucht genereert ook weer extra liftkracht door de circulatie rond de vleugels te versterken. Aan de intredende zijde ontstaan opnieuw wervels, maar aan de uittredende zijde doven de wervels elkaar uit doordat ze een tegengestelde circulatie hebben. Mogelijk onderdrukt dit het Wagner-effect, zodat de circulatie sneller op gang komt.
Het tegen elkaar klappen van de vleugels leidt tot meer slijtage en veel insecten klappen de vleugels dan ook niet tegen elkaar. Voor tripsen is dit echter de belangrijkste factor in liftkracht, aangezien de gerafelde vleugels ongeschikt zijn om voldoende voorrand-wervels op te wekken.

### Voorrand-wervel
Een derde effect is dat van de voorrand-wervel (leading edge vortice, LEV). Door de toenemende invalshoek treedt er loslating op, wat normaal gesproken verlies van liftkracht zou betekenen, maar voordat de achterrand bereikt is, is er weer sprake van aansluiting en blijft de Kutta-voorwaarde intact. De grote invalshoek genereert veel extra liftkracht en daarmee is dit de belangrijkste factor in de liftkracht van insecten. Edward C. Polhamus stelde een analogie voor waarbij bij een stomp vleugelprofiel met een invalshoek zuiging wordt opgewekt parallel aan de vleugelkoorde. Opgeteld bij de potentiaalkracht, die loodrecht op het vleugelprofiel staat, komt de resulterende kracht loodrecht op de vliegrichting te staan, in de richting van de liftkracht.
Bij een grotere invalshoek staat door loslating van de luchtstroom de zuigkracht niet parallel aan de vleugel, maar er loodrecht op. Dit verhoogt de liftkracht verder, hoewel ook de weerstand toeneemt. Dit effect verdwijnt zodra de invalshoek zo groot wordt dat de luchtstroming niet opnieuw aan kan sluiten. Er is dus sprake van uitgestelde overtrek, delayed stall. Er ontstaat daarna een achterrand-wervel tot ook deze loslaat, waarna zich opnieuw een voorrand-wervel vormt. Door dit proces van wervelvorming vormt zich in het zog een Von-Karman-wervelstraat. In een tweedimensionaal model vormen zich steeds nieuwe wervels, maar driedimensionaal sluit de luchtstroom bij grote invalshoeken nog aan, zoals ook bij de deltavleugel. Hierbij speelt een luchtstroom over de lengte naar de vleugeltip een rol, waarbij de vleugeltipwervels een deel van de wervelingen afvoeren. Door deze herverdeling van impuls blijft de voorrand-wervel kleiner en sluit deze eerder en langer weer aan.

### Kramer-effect
Het naar Max Kramer genoemde Kramer-effect is een rotatiekracht die bij kan dragen aan de liftkracht. Kramer onderzocht observaties van piloten die aangaven dat de liftkracht soms toenam in turbulente lucht. In een windtunnel wekte Kramer wervels op en de resultaten van de proef bevestigden zijn hypothese dat de wervels de loslating vertraagden. Insecten draaien zelf hun vleugels, pronatie tijdens de neergaande slag en supinatie tijdens de opgaande slag. Enerzijds verbetert dit de invalshoek, terwijl het in combinatie met de beweging van de vleugelslag ook de luchtstroming zo verandert dat deze afwijkt van de Kutta-voorwaarde en het stuwpunt van de achterrand weg beweegt. De scherpe hoek die de stroming daardoor maakt, resulteert in een schering waarbij de viscositeit een schuifspanning tot gevolg heeft. Om de Kutta-voorwaarde te herstellen, ontstaat een tegengestelde circulatie. Afhankelijk van de rotatierichting kan deze circulatie de liftkracht versterken of verzwakken.
Naast deze vier circulatiekrachten spelen ook de massakrachten een rol, de massa en toegevoegde massa van de vleugels. Een ander effect is de vleugel-zog-interactie waarbij de vleugelslag interactie heeft met het zog van vorige slagen en de versnellingskrachten. Deze zijn nog niet volledig begrepen.
De mate van fluctuatie kan worden uitgedrukt met het getal van Strouhal, de gereduceerde frequentie en de verhouding van de snelheid van de vleugeltip en de voorwaartse snelheid, zoals dat ook geldt voor vissen en andere vliegende dieren. Het getal van Strouhal volgt uit:
{\displaystyle \mathrm {St} ={f \over U}{A}}
met:
f = slagfrequentie
U = snelheid
A = slaggrootte
Voor de meeste vormen geldt dat de efficiëntie het grootst is bij 0,2 < St < 0,4, al zijn er uitzonderingen. Voor de gereduceerde frequentie geldt:
{\displaystyle \mathrm {k} ={2\pi fc \over U}}
waarbij c de lengte van de koorde is. Bij een k van nul is er sprake van steady-state-aerodynamica, daarboven wordt dit langzaam instabieler. Boven de 0,3 dragen de unsteady effecten zeer waarschijnlijk mee aan de aerodynamische krachten.

## Vleugelkoppeling
Een groot aantal soorten hebben een vleugelkoppeling waarbij de voor- en achtervleugels met elkaar zijn verbonden. Een primitieve vorm is de fibula, een lobje aan de wortel van de voorvleugel die op de achtervleugel rust en tegen de kleine costale ribben drukt. Deze verbinding komt onder meer voor bij de basale of primitieve families oermotten (Micropterigidae) en purpermotten (Eriocraniidae). Een jugum is een vergrote fibula die ook over een ribbenloos deel van de achtervleugel valt en komt voor bij de wortelboorders (Hepialidae). Een gereduceerde jugum komt voor bij families van de microlepidoptera.

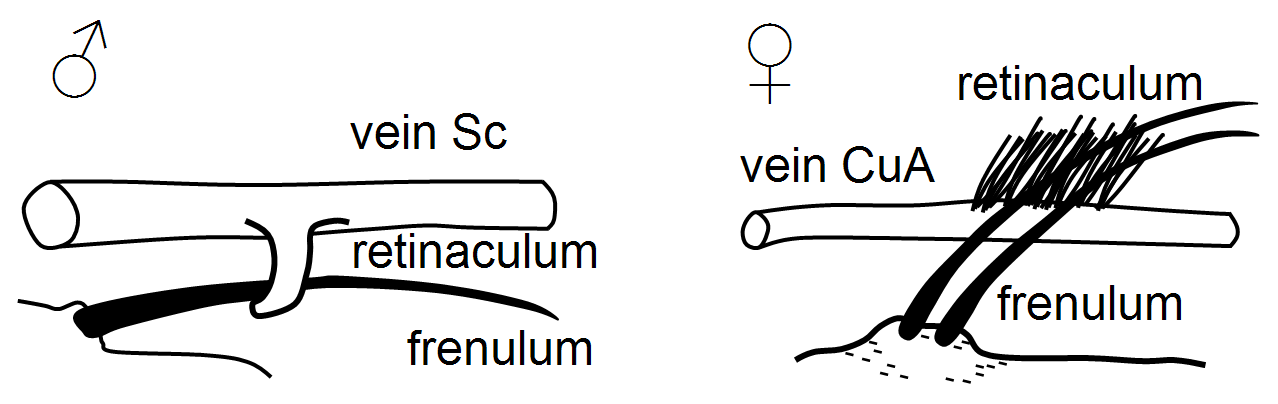
Frenate koppeling bij mannelijke en vrouwelijke motten met vleugelhaakje of frenulum en lusje of retinaculum

Een andere bevestigingsmethode komt voor bij veel motten en bestaat uit een of meerdere borstelharen (vleugelhaakje of frenulum) op de voorrand van de achtervleugel die in een lusje (retinaculum) op de voorvleugel steekt en zo de vleugels verbindt. Deze vleugelverbinding komt onder andere voor bij de echte motten (Tineidae), Nepticuloidea en Incurvarioidea en maakt het vliegen efficiënter doordat de vleugels als een enkele vleugel functioneren. Deze koppeling maakt onder andere de snelle vlucht van de pijlstaarten mogelijk, die een snelheid van 60 kilometer per uur kunnen bereiken.

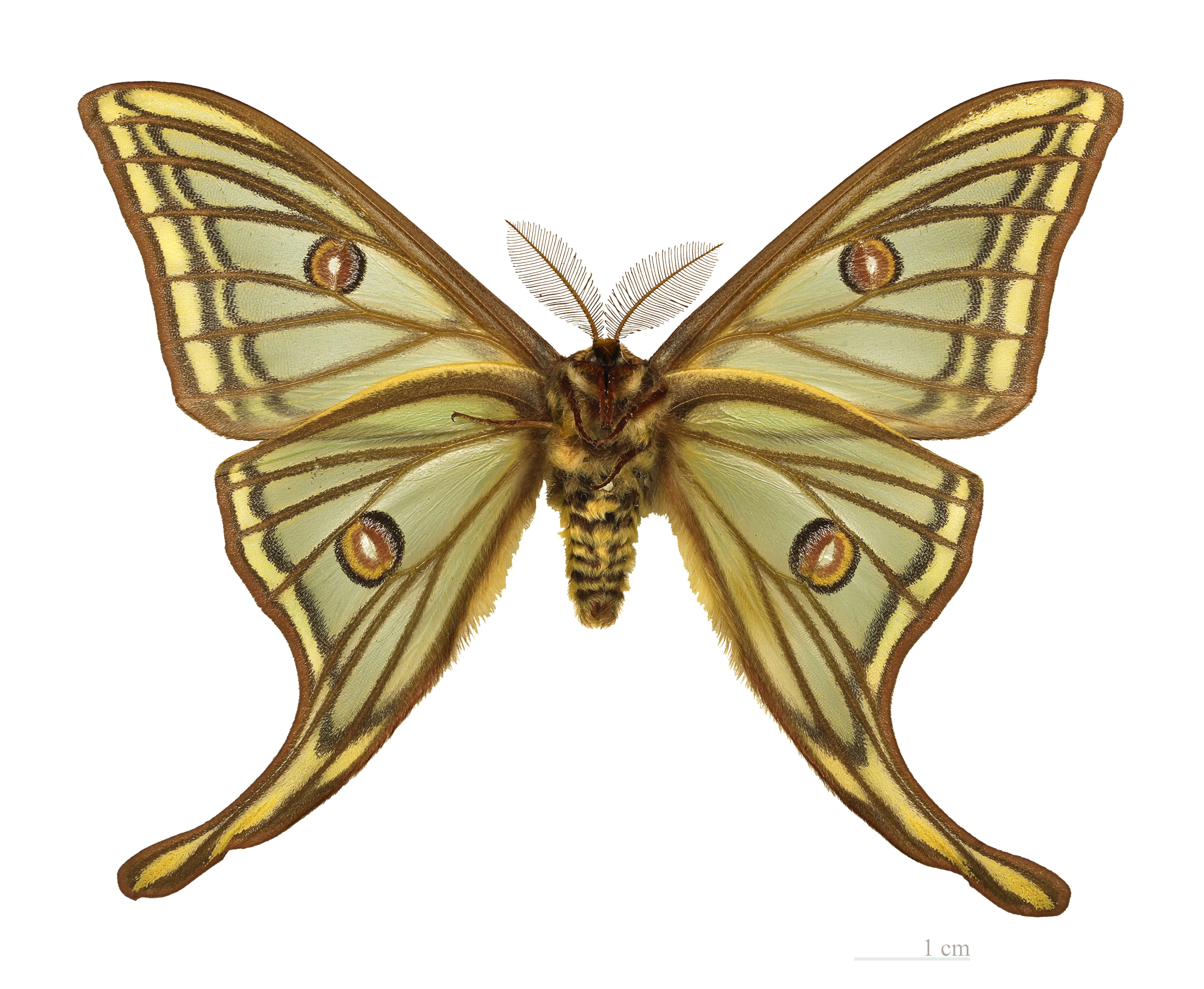
Een mannelijke Graellsia isabellae vanaf de onderzijde, waarbij te zien is dat de voorvleugel deels over de achtervleugel ligt

Bij de amplexiforme koppeling is de frenulum verdwenen, zoals bij de nachtpauwogen (Saturniidae), spinners (Lasiocampidae) en alle dagvlinders. Deze vlinders hebben geen verbinding nodig, aangezien de overlap zo groot is dat als de ene vleugel bewogen wordt, de andere automatisch meebeweegt.
Bij andere insecten met een koppeling bestaat deze vaak uit stekels en borstels die in elkaar haken als een klittenband. Bij de Schorpioenvliegen (Mecoptera) haken zo borstels op de achterrand van de voorvleugel in op borstel op de voorrand van de achtervleugel. Bij de vliesvleugeligen (Hymenoptera) haken een rij stekels op de voorrand van de achtervleugel in op de gebogen achterrand van de voorvleugel.

## Migratie

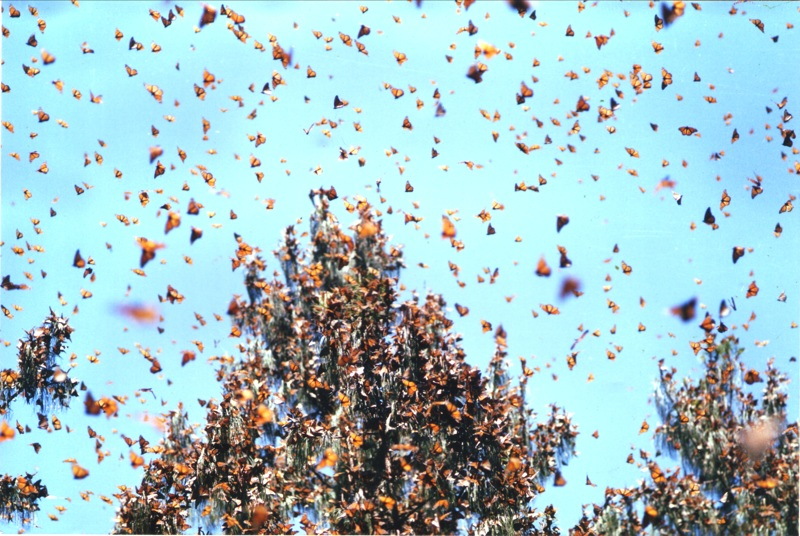
Monarchvlinders voor hun migratie

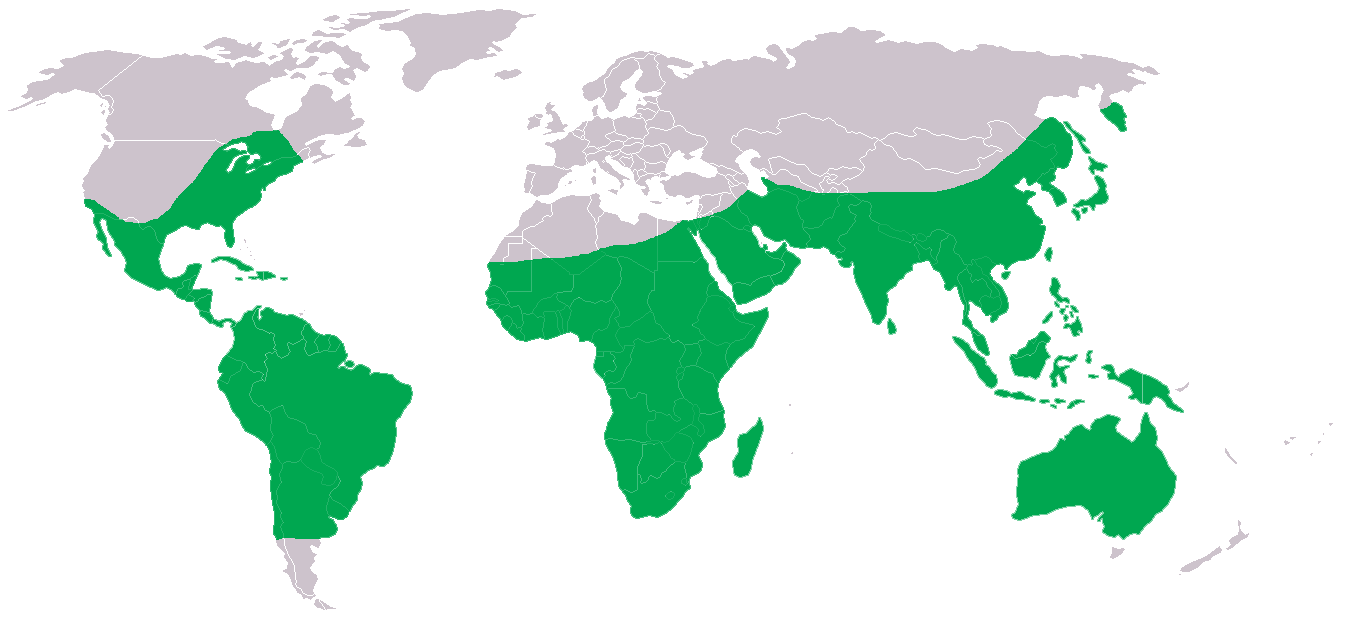
De wereldzwerver (Pantala flavescens) heeft een van de grootste verspreidingsgebieden van alle insecten door de zwervende levenswijze

Om te foerageren of voort te planten migreren de nodige insecten, waaronder 25 tot 50 soorten libellen. Deze worden zwervers genoemd en kunnen ver buiten het voortplantingsgebied worden aangetroffen. Ze kunnen in geheel andere landschappen en habitats terecht komen dan waar ze vandaan komen. Van libellen is bekend dat ze de Indische Oceaan kunnen oversteken. Van de wereldzwerver (Pantala flavescens) is waargenomen dat een afstand van zo'n 7000 kilometer kan worden afgelegd. Vermoed wordt zelfs dat deze soort van India naar zuidelijk Afrika vliegt en weer terug, er worden tussenstops gemaakt op de Seychellen en de Maldiven. Hierbij wordt een afstand afgelegd van 14.000 tot 18.000 kilometer wat ongekend is voor een insect.
Ook trekvlinders leggen grote afstanden af, zoals de monarchvlinder die tot 4500 kilometer van de geboortegrond migreert. Treksprinkhanen kunnen honderden kilometers per dag afleggen.

## Zweven
Enkele insecten kunnen zweven, zoals zwevende mieren – waaronder Cephalotes atratus – en zwevende rotsspringers. Spinnen als de arboreale Selenops kunnen ook zweven, terwijl enkele spinnensoorten gebruikmaken van hun spinrag voor ballonvaren, zoals hangmatspinnen.